# Riksdagen 1713–1714
Riksdagen 1713–1714 ägde rum i Stockholm.
Ständerna sammanträdde den 14 december 1713. Lantmarskalk var Johan Creutz. Prästeståndets talman var ärkebiskop Haquin Spegel. Borgarståndets talman var Anders von Hyltéen och bondeståndets talman Hans Staffansson i Bro. Riksdagen avslutades den 11 juni 1714.

## Bakgrund
Under olycksåret 1713 hade Sverige nåtts av budskapen om kalabaliken i Bender, om kapitulationen i Tönning och om hur Finland översvämmades av ryska trupper. Riksrådet hade i allt kraftigare ordalag vädjat till Karl XII att komma hem, men kungen hördes inte av. Under tiden växte nöden och misströstan i landet dagligen. Det var under dessa förhållanden som rådet till sist beslutade att försöka vinna mer styrka och anseende åt regeringen genom en anmodan till prinsessan Ulrika Eleonora att delta i rådets sammanträden. Efter någon tvekan gav hon sitt samtycke, och samma dag som hon inträdde i rådet fattades beslut att sammankalla en riksdag till den 14 december 1713.

## Sammanträdet
Riksdagens första beslut blev att sända en beskickning till kungen för att framhålla nödvändigheten av hans hemkomst och en snar fred. I den skrivelse som uppsattes för detta ändamål uttalade ständerna visserligen sin förståelse för själva orsaken till kungens långa frånvaro, nämligen hans "aldrig nogsamt bepriseliga åhuga till att, oaktat de aldra största äventyr och besvärligheter, fortfara att söka åstadkomma en diversion ifrån Turkiet emot ryssen, att därigenom bryta dess makt och skaffa vårt högt beträngde käre fädernesland någon luft och lisa". Men nöden var nu så stor att ständerna kände sig "så till säjandes tröst- och rådlöse" ifall kungen inte ville hugna dem med sin "nådiga och ynnestfulla ankomst samt med den önskelige och ljuva freden". De slutade också med en öppenhjärtig förklaring, att sedan de i fjorton år uthärdat under den svåra krigsbördan och rikets förmurar fallit i fienders händer, mäktade de inte längre med att uppbringa tillräckligt med folk och pengar till försvaret på alla sidor. De var därför nödsakade att under Ulrika Eleonoras och rådets ledning försöka vinna fred på bästa möjliga villkor. De kunde nämligen varken inför Gud, sin konung, "den ärbara världen" eller sina samveten stå till svars med att fortsätta kriget så att kungen vid sin återkomst fann sitt rike "uppfyllt med främmande folkslag i stället för Dess trogne, i elände bortförde undersåtare".
När riksdagen sedan hade börjat ta tag i beskattnings- och fredsfrågorna kom ett brev till rådet, skrivet av Karl XII fem månader tidigare. I brevet förbjöd kungen rådsherrarna att sammankalla ständerna, och för den händelse dessa redan hunnit samlas befallde han att riksdagen genast skulle upplösas. Rådet hade ingenting annat att göra än lyda, men ansåg det inte rådligt att alltför tvärt kalla hem ständerna. Man hemlighöll därför brevet från kungen och skickade istället hem några av ständernas mest betydande medlemmar. Generaler, landshövdingar och regementschefer fick befallning att återgå till sina tjänster. Därpå gav man respass åt alla riksdagsmän som begärde att få resa hem.
Efter att riksdagen åderlåtits på detta sätt fanns det dock kvar en hel del riksdagsmän som ville se prinsessan Ulrika Eleonora förklarad för regent med ensam beslutanderätt under kungens frånvaro, så att regeringen fick ett erkänt överhuvud med vilket Sveriges fiender kunde inlåta sig i fredsunderhandling. Under dessa dagar kom också till slut underrättelsen om att den svenska armén i Finland blivit slagen vid Storkyro den 19 februari 1714. Det ledde till att tonen hos dem som yrkade på prinsessans riksförmyndarskap blev alltmer pockande. Bland adeln och bönderna hölls skriftlig votering om huruvida man borde anmoda prinsessan att överta regeringen, vilket en majoritet i båda stånden ansåg. Då valde rådsherrarna till slut, den 15 mars, att offentliggöra kungens brev. Åtgärden ledde till att ett stort antal riksdagsmän nästan omedelbart lämnade Stockholm. Ständerna skildes till slut utan riksdagsbeslut utan endast genom en överenskommelse om att lantmarskalken inte vidare skulle sammankalla något plenum.